# Эвфикл (посол Агиса III)
Эвфикл или Эвтикл (др.-греч. Eύφυκλής; IV век до н. э.) — спартанский посол к персидскому царю Дарию III.

## Биография
Эвфикл принадлежал к спартанской аристократии. Предположительно, он был родственником Эвфикла, которого царь Агесилай отправил в 367 году до н. э. ко двору персидского царя. Единственное упоминание Эвфикла в античных источниках связано с его исполнением функций посла Спарты при дворе персидского царя Дария III. На тот момент царь Агис III готовился к войне с Македонией и надеялся на помощь персов.
В 333 году до н. э. после поражения персов при Иссе Эвфикл вместе с другими послами из греческих полисов — Ификратом из Афин, а также Фессалиском и Дионисодором из Фив — попал в плен к македонянам. В отличие от других послов Александр Македонский вначале не отпустил Эвфикла на свободу. На момент пленения он ыл представителем враждебной македонянам страны и «не мог представить в своё оправдание ни одного веского довода». Возможно, Эвфикл идентичен неназванному по имени упомянутому у Плутарха «лаконскому послу». Согласно Плутарху, он, во время львиной охоты Александра, пошутил: «Александр, ты прекрасно сражался со львом за царскую власть». Впоследствии, уже после поражения Агиса III и битвы при Гавгамелах Эвфикл был отпущен на свободу.

## В литературе
Эпизод с пленными послами из греческих городов к Дарию III и Александром отображён в романе Л. Ф. Воронковой «В глуби веков».

### Исследования
- Niese B. Euthykles 5 // Paulys Realencyclopädie der classischen Altertumswissenschaft :  [нем.] / Georg Wissowa. — Stuttgart : J. B. Metzler’sche Verlagsbuchhandlung, 1907. — Bd. VI, 1. — Kol. 1506—1507.
- Heckel W. Who's Who in the Age of Alexander and his Successors. From Chaironea to Ipsos (338—301 BC) (англ.). — Barnsley: Greenhill Books, 2021. — 554 p. — ISBN 978-1-78438-648-1.
- Poralla P. Prosopographie der Lakedaimonier bis auf die Zeit Alexanders des Grossen (англ.). — Breslau: Kommissions-Verlag von J. Max&Comp, 1913.